# 눈길 (드라마)
눈길은 2015년 2월 28일부터 3월 1일까지 KBS 1TV에서 방영된 광복 70주년 특집 2부작 드라마이다.
이 드라마는 1944년 일제강점기 말, 일제의 수탈 속에서 가난이 지긋지긋했던 최종분(김향기 분)과, 예쁘고 공부도 잘했던 같은 동네 친구 강영애(김새론 분)가 시대적인 소용돌이에 휘말려 큰 고통을 겪으면서 두 10대 소녀가 나누는 가슴 시리도록 아름다운 우정을 그렸다. 또한 위안부 문제를 다루고 있어 더욱 의미가 깊으며, 극을 이끌어나간 김향기와 김새론의 열연이 빛나는 드라마이다.
또한 2부작 드라마를 장편 영화로 재구성해 제16회 전주국제영화제에서 극장판으로 첫 상영되었다.

## 등장 인물

### 주요 인물
- 김향기 : 최종분 역 (과거, 1944년)
- 김새론 : 강영애 역
- 김영옥 : 최종분 역 (현재, 2015년)
- 조수향 : 장은수 역 - 현재 최종분의 이웃 소녀

### 주변 인물
- 장영남 : 종분의 어머니 역
- 서영주 : 강영주 역 - 영애의 오빠
- 이승연 : 윤옥 역 - 동사무소 직원
- 장대웅 : 최종길 역 - 종분의 남동생
- 김미향 : 마마상 역
- 이주우 : 아야코 역

### 그 외 인물
- 이칸희 : 영애의 어머니 역
- 서진원 : 영애의 학교 선생 역
- 정진 : 동네 할아버지 역
- 최대성 : 위안부(일본군 성노예) 모집책 역
- 신현실 : 시장 아줌마 역
- 김남진 : 시장 아줌마 역
- 구혜령 : 시장 아줌마 역
- 박명신 : 집 주인 역
- 홍석빈
- 박윤호
- 이학주
- 김희창
- 장린아
- 김재한
- 박명훈
- 엄태옥
- 김선화 : 은수 선생님 역
- 노시홍
- 홍승현
- 유민주
- 김하연
- 한화영
- 공유찬
- 황태훈
- 고정우

### 우정출연
- 최대철 : 은수와 함께 경찰서 온 술집 주인 역

## 시청률
아래의 시청률은 시청률조사회사와 지역별로 차이가 있을 수 있습니다. 
| 회차        | 방송일          | 시청률(전국) | 시청률(전국) |
| 회차        | 방송일          | TNmS         | AGB          |
| ----------- | --------------- | ------------ | ------------ |
| 제1회       | 2015년 2월 28일 | 5.0%         | 5.4%         |
| 제2회       | 2015년 3월 1일  | 4.9%         | 5.0%         |
| 평균 시청률 | 평균 시청률     | 5.0%         | 5.2%         |

## 영화
2부작 드라마를 장편 영화로 재구성해 CGV 아트하우스 배급으로 2017년 3월 1일 공개되었다.

## 수상
- 2015년 제67회 이탈리아상 TV드라마·TV영화 부문 프리 이탈리아상[6]
- 2015년 제24회 중국금계백화영화제 최우수 외국어영화 작품상
- 2015년 제24회 중국금계백화영화제 최우수 외국어영화 여우주연상 (김새론)
- 2015년 KBS 연기대상 연작 · 단막극상 (김영옥)
- 2015년 KBS 연기대상 청소년 연기상 (김향기)
- 2016년 제28회 한국PD대상 TV 작품상 드라마 부문
- 2016년 제37회 반프 월드 미디어 페스티벌 TV영화부문 최우수상[7]